# Giacomo Santiago Rogado
Giacomo Santiago Rogado (* 16. Juli 1979 in Luzern) ist ein Schweizer Maler spanisch-italienischer Herkunft.

## Leben
Giacomo Santiago Rogado studierte von 2002 bis 2005 an der Hochschule für Gestaltung und Kunst Luzern. 2007 erhielt er den Eidgenössischen Preis für Kunst und 2009 den Manor Kunstpreis der Zentralschweiz. Im Jahre 2013 wurde er mit dem Anerkennungspreis der Stadt Luzern ausgezeichnet.

## Werk
Rogado bedient sich unterschiedlicher Stile, von romantischem Gedankengut über surrealistische Traumbilder hin zur konstruktiven Formensprache der 1950er Jahre. Dies aber nicht im Sinne von Zitaten, sondern im Ausloten der Möglichkeiten der Malerei an sich. Figuration und Abstraktion führen in seinen Bildern ein symbiotisches Zusammenleben. Er schafft im Zusammenführen der unterschiedlichsten Form- und Bildwelten einen individuellen künstlerischen Kosmos.
Rogados Arbeiten waren unter anderem im Aargauer Kunsthaus Aarau, im Kunsthaus Baselland, im Kunstmuseum St. Gallen und im Kunstmuseum Luzern zu sehen.

## Einzelausstellungen (Auswahl)
- 2024 All that you see, Kunstmuseum Thun (CH)[1]
- 2024 Ausser Sicht, Thun Panorama, Thun (CH)[2]
- 2022 Reality Blue, Bernhard Knaus Fine Art, Frankfurt am Main[3]
- 2021 Anfang von etwas, Haus Coburg | Städtische Galerie Delmenhorst (D)
- 2020 Chameleon, Helvetia Art Foyer, Basel (CH)[4]
- 2019 Desire Path, Kunstmuseum Solothurn, Solothurn (CH)[5]
- 2019 Depth of Field, Bernhard Knaus Fine Art, Frankfurt am Main (D)[6]
- 2018 Out of Nowhere, School of Observation, Berlin
- 2016 Coalescence, Acme Studios, London (UK)
- 2015 Center of mass, Bernhard Knaus Fine Art, Frankfurt am Main (D)[7]
- 2015 Giacomo Santiago Rogado, Kulturkirche Erlenbach, Zürich (CH)
- 2013 The Confluence, Galerie Luis Campaña, Berlin (D)
- 2013 Focal Point, Museum Bellpark, Kriens (CH)
- 2012 Tangential Thoughts, Galerie Luis Campaña, Berlin (D)
- 2011 sentinel, Justmad, Madrid (E)
- 2010 contiguity, Tatiana Kourochkina Galleria d’Art, Barcelona (E) (Katalog)
- 2010 I’ll wait. Solo Project Arco Madrid (E), cur. by Susanne Neubauer (Katalog)
- 2009 first second patience, Kunstmuseum Luzern (CH), cur. by Susanne Neubauer & Katja Lenz (Katalog)
- 2008 Weiss & Prosa, o. T. Raum für aktuelle Kunst, Luzern (CH) (Katalog)
- 2006, 2008, 2010, 2012, 2017, Galerie Mark Müller, Zürich (CH) (Kataloge)

## Publikationen
- 2021 Anfang von etwas, Texte von Annett Reckert, Herausgeber: Haus Coburg | Städtische Galerie Delmenhorst, ISBN 978-3-944683-34-8
- 2019 Desire Path, Texte: Miguel F. Campón, Christoph Vögele, Herausgeber: Kunstmuseum Solothurn, Verlag: VfmK Verlag für moderne Kunst, Wien, ISBN 978-3-903320-32-1
- 2019 Insight, G.S.Rogado, Texte von Gabriela Acha, Yasmin Afschar, Seigaku Higuchi, Simon Maurer, Chris Sharp, Design: Studio Amanda Haas, Herausgeber: School of Observation, ISBN 978-3-947432-01-1
- 2016 Coalescence, Texte von Antonio Grulli, Design Studio Amanda Haas, Herausgeber: Studio Rogado
- 2015 299 792 458, design by Lina Ozerkina, pub. by Friends Make Books, Torino
- 2014 Center of Mass,  Text: Luigi Kurmann, Herausgeber: Bernhard Knaus Fine Art, Verlag: Edition Bernhard Knaus, ISBN 978-3-9808368-8-3
- 2013 In-Between Things, texts by Christy Wampole, design by Studio Amanda Haas, pub. by Studio Rogado, ISBN 978-3-033-04226-1
- 2012 Devoted To The Moment, text by Yasmin Afschar, design by Studio Amanda Haas
- 2010 contiguity, text by Ulrich Loock, design by C2F, pub. by Revolver Publishing
- 2010 praesens et tangere, 21 × 15 cm, 36 pp., ed. of 30
- 2009 first second patience, texts by Konrad Bitterli, Ursula Pia Jauch, Magdalena Kröner, Katja Lenz, design by C2F, pub. by Kerber Edition Young Art
- 2008 Weiss & Prosa, 24 × 18 cm, 22 pp., ed. of 10
- 2007 Ewiges Abendland, 26 × 20 cm, 64 pp., ed. of 10, texts by Angelika Ritter & Yasmin Afschar
- 2006 Schlaf, 27 × 19 cm, 90 pp., ed. of 30, text by Marina Leuenberger
- 2006 Weisse Seiten, 15 × 11 cm, 44 pp., ed. of 15
- 2005 Bild, Parlament für Farbe und Dirigent, 27 × 20 cm, 92 pp., ed. of 20
- 2004 Das Eine ohne das Andere. Von der Destruktion einer Wahrnehmung, 24 × 18 cm, 96 pp., ed. of 20, text by Giacomo Santiago Rogado